# Polyptyque de la Cervara
 (juillet 2025).
Si vous disposez d'ouvrages ou d'articles de référence ou si vous connaissez des sites web de qualité traitant du thème abordé ici, merci de compléter l'article en donnant les références utiles à sa vérifiabilité et en les liant à la section « Notes et références ».
Le polyptyque de la Cervara est un retable peint au début du XVIe siècle pour l'abbaye de la Cervara, en Ligurie, considéré comme l'une des plus grandes œuvres de la peinture flamande des XVe et XVIe siècles en Italie. 

## Historique
Commandé par Vincenzo Sauli en 1506, le polyptyque a été réalisé par Gérard David. Il est peint à l'huile sur panneau de chêne,  en sept panneaux dont quatre  (central de 153 × 89 cm, de côté de 152,5 × 64 cm chacun, sommet de 102 × 88 cm) sont encore à Gênes.
Le retable a été installé sur le  maître-autel à la fin de l'année après la commande en 1507.
À la suite de la fermeture du monastère, les sept panneaux ont été dispersés entre : 
- la  Galerie du Palazzo Bianco à Gênes avec quatre panneaux :
  - Madonna col Bambino in trono (« Vierge à l'Enfant »), dite Madonna dell'Uva nom issu de la grappe que la Vierge tient à la main.
  - Saint Jérôme
  - Saint Maur
  - Crucifixion
- le Metropolitan Museum of Art à New York avec deux panneaux : Angelo annunciante (« Ange Annonciateur ») et la Madonna annunciata (« Vierge annoncée ») ;
- au musée du Louvre à Paris avec un panneau : Dio Padre benedicente (« Dieu le Père bénissant parmi les anges »).

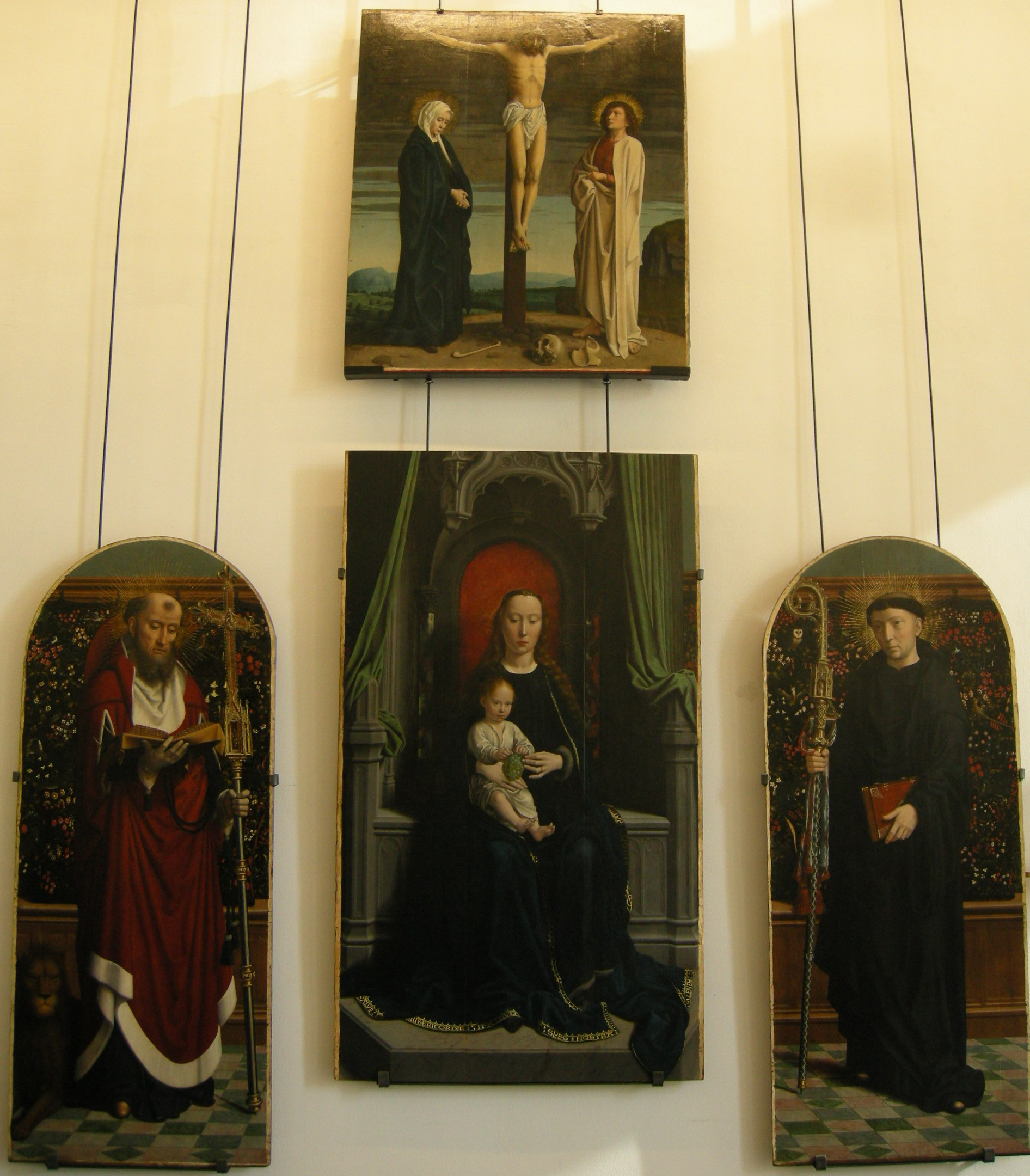
Éléments du Palazzo Bianco.

### Faits historiques

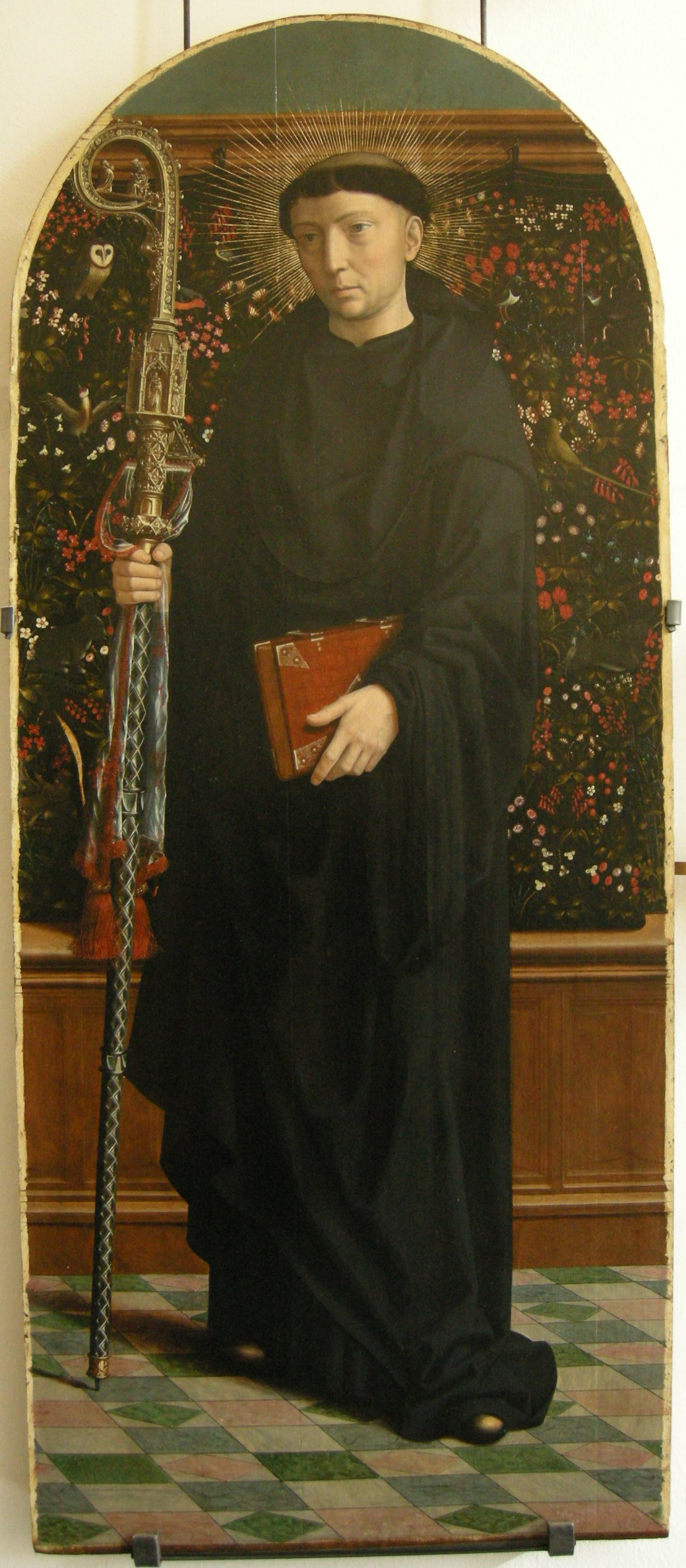
San Mauro

L'œuvre a été commandée à David le 7 septembre 1506 par le noble génois Vincenzo Sauli et était destinée au maître d'autel de l'église abbatiale San Girolamo della Cervara qui a donné le nom Polittico della Cervara), à Santa Margherita Ligure.
Le polyptyque a été réalisé à Bruges en Belgique, peint sur des panneaux de chêne et  il fut installé sur le maître-autel en 1507.
Il est considéré comme un témoignage majeur de la peinture flamande en Italie des Quattrocento et Cinquecento.
À la fin du XVIIIe siècle, en 1797, année de la suppression du couvent ordonnée par la république de Gênes, le monastère bénédictin a été réquisitionné, la polyptyque démembré et les diverses parties dispersées. Les panneaux furent déposés d'abord au palais ducal, siège de la préfecture et seulement quatre panneaux restèrent à Gênes.
Le panneau central Vierge à l'Enfant et la panneau supérieur Crucifixion ont été retrouvés en 1805 au Palais ducal. En 1830, le peintre Francesco Baratta supervisa leur transfert au Palazzo Tursi, palais communal, dans le bureau du maire et ensuite au Palazzo Bianco. 
Les trois autres parties du polyptyque furent retrouvées en dehors d'Italie, deux au Metropolitan Museum à New-York et une au Louvre à Paris.

### Reconstitution temporaire
Après plusieurs siècles le polyptyque a été reconstitué dans son intégrité originale et exposé dans la salle consacrée à la peinture flamande en automne 2005 au Palazzo Bianco qui a pu réunir les sept panneaux : les quatre en sa possession, les deux provenant de New-York et celui de Paris.